# Europawahl im Vereinigten Königreich 1984
- SOZ: 33
- EDA: 1
- ED: 46
- NI: 1

- SDLP: 1
- Labour: 32
- SNP: 1
- Cons.: 45
- UUP: 1
- DUP: 1

Die Europawahl im Vereinigten Königreich 1984 fand am 14. Juni 1984 statt. Sie war Teil der Europawahl 1984, der zweiten Direktwahl des Europäischen Parlaments. Im Vereinigten Königreich wurden 81 der 434 Europaabgeordneten gewählt.

## Wahlsystem
Das Wahlsystem war identisch zur Wahl 1979. Von den 81 Mandaten wurden 78 in England, Wales und Schottland in Einerwahlkreisen nach relativen Mehrheitswahlrecht vergeben, ähnlich dem Wahlrecht zum britischen Unterhaus. Die drei für Nordirland vorgesehenen Mandate wurden in einem Wahlkreis mit Übertragbarer Einzelstimmgebung vergeben.

## Wahlergebnis
Mit 33 % lag die Wahlbeteiligung nur knapp über dem Wert der Wahl 1984.
Im Ergebnis konnte die oppositionelle Labour leichte Stimmenzugewinne verzeichnen, die zu 15 zusätzlichen Stimmen führten. Die regierenden konservativen Tories blieben jedoch stärkste Partei. Die Allianz aus SDP und Liberalen erreichte mit 19,5 % den dritten Platz, mit allerdings deutlich geringerem Prozentanteil als bei der Unterhauswahl 1983. Zudem konnte sie auf Grund des Mehrheitswahlrechts kein Mandat gewinnen.
In Großbritannien konnte ansonsten nur die Schottische Nationalpartei (SNP) ein Mandat erringen. Die drei Sitze in Nordirland gingen wie 1979 an DUP, UUP und SDLP.

### Vereinigtes Königreich
| Partei | Partei                             | Stimmen    | Prozent | ±    | Mandate | ±   | Fraktion                                      |
| ------ | ---------------------------------- | ---------- | ------- | ---- | ------- | --- | --------------------------------------------- |
|        | Conservative Party                 | 5.426.866  | 38,8 %  | −9,6 | 45      | −15 | Europäische Demokraten                        |
|        | Labour Party                       | 4.865.224  | 34,8 %  | +3,1 | 32      | +15 | Sozialistische Fraktion                       |
|        | SDP–Liberal Alliance               | 2.591.659  | 18,5 %  | +5,9 | –       | –   |                                               |
|        | Scottish National Party            | 230.594    | 1,6 %   | −0,2 | 1       | ±0  | Sammlungsbewegung der Europäischen Demokraten |
|        | Democratic Unionist Party          | 230.251    | 1,6 %   | +0,4 | 1       | ±0  | Fraktionslos                                  |
|        | Social Democratic and Labour Party | 151.399    | 1,1 %   | ±0,0 | 1       | ±0  | Sozialistische Fraktion                       |
|        | Ulster Unionist Party              | 147.169    | 1,1 %   | +0,1 | 1       | ±0  | Europäische Demokraten                        |
|        | Plaid Cymru                        | 103.031    | 0,8 %   | +0,1 | –       | –   |                                               |
|        | Sinn Féin                          | 91.476     | 0,7 %   | neu  | –       | –   |                                               |
|        | Ecology Party                      | 73.025     | 0,5 %   | +0,4 | –       | –   |                                               |
|        | Ulster Popular Unionist Party      | 20.092     | 0,1 %   | neu  | –       | –   |                                               |
|        | Alliance Party of Northern Ireland | 34.046     | 0,2 %   | ±0,0 | –       | –   |                                               |
|        | Unabhängige                        | 11.073     | 0,1 %   | −0,1 | –       | –   |                                               |
|        | Workers’ Party of Ireland          | 8.712      | 0,1 %   | ±0,0 | –       | –   |                                               |
|        | Independent Ecology                | 3.330      | 0,0 %   | neu  | –       | –   |                                               |
|        | Independent Conservative           | 3.249      | 0,0 %   | ±0,0 | –       | –   |                                               |
|        | Independent Liberal                | 2.981      | 0,0 %   | neu  | –       | –   |                                               |
|        | Wessex Regionalists                | 2.365      | 0,0 %   | neu  | –       | –   |                                               |
|        | Cornish Nationalist Party          | 1,892      | 0,0 %   | neu  | –       | –   |                                               |
|        | Federal Republican Party           | 1,494      | 0,0 %   | neu  | –       | –   |                                               |
| Wähler | Wähler                             | 13.998.190 |         |      |         |     |                                               |

#### Großbritannien
| Partei | Partei                  | Stimmen    | Prozent | ±    | Mandate | ±   | Fraktion                                      |
| ------ | ----------------------- | ---------- | ------- | ---- | ------- | --- | --------------------------------------------- |
|        | Conservative Party      | 5.426.866  | 40,8 %  | −9,8 | 45      | −15 | Europäische Demokraten                        |
|        | Labour Party            | 4.865.224  | 36,5 %  | +3,5 | 32      | +15 | Sozialistische Fraktion                       |
|        | SDP–Liberal Alliance    | 2.591.659  | 19,5 %  | +5,9 | –       | –   |                                               |
|        | Scottish National Party | 230.594    | 1,7 %   | −0,2 | 1       | ±0  | Sammlungsbewegung der Europäischen Demokraten |
|        | Plaid Cymru             | 103.031    | 0,8 %   | +0,1 | –       | –   |                                               |
|        | Ecology Party           | 70.853     | 0,5 %   | +0,4 | –       | –   |                                               |
|        | Andere                  | 15.021     | 0,1 %   | ±0,0 | –       | –   |                                               |
|        | Unabhängige             | 11.073     | 0,1 %   | −0,1 | –       | –   |                                               |
| Wähler | Wähler                  | 13.312.898 |         |      |         |     |                                               |

#### Nordirland
| Partei | Partei                             | Erstpräferenzen | Anteil | ±    | Sitze | Fraktion                |
| ------ | ---------------------------------- | --------------- | ------ | ---- | ----- | ----------------------- |
|        | Democratic Unionist Party          | 230.251         | 33,6 % | +3,8 | 1     | Fraktionslos            |
|        | Social Democratic and Labour Party | 151.399         | 22,1 % | −3,4 | 1     | Sozialistische Fraktion |
|        | Ulster Unionist Party              | 147.169         | 21,5 % | −0,4 | 1     | Europäische Demokraten  |
|        | Sinn Féin                          | 91.476          | 13,3 % | neu  | –     |                         |
|        | Alliance Party of Northern Ireland | 34.046          | 5,0 %  | −1,8 | –     |                         |
|        | Ulster Popular Unionist Party      | 20.092          | 2,9 %  | neu  | –     |                         |
|        | Workers’ Party of Ireland          | 8.712           | 1,3 %  | +0,5 | –     |                         |
|        | Northern Ireland Ecology Party 1   | 2.172           | 0,3 %  | neu  | –     |                         |
| Wähler | Wähler                             | 685.317         |        |      |       |                         |

## Nachwahlen
Nach dem Tod zweier gewählter Abgeordneter fanden am 5. März 1987 im Wahlkreis Midlands West und am 15. Dezember 1988 im Wahlkreis Hampshire Central Nachwahlen (by-elections) statt. In beiden Fällen ging das Mandat an dieselbe Partei wie bei der Wahl 1984 (Labour in Midlands West, Conservatives in Hampshire Central).